# 仲雍墓
仲雍墓位于中国江苏省苏州常熟市虞山东麓、言子墓南侧，为西周时期句吴第二任君主仲雍的墓葬，也是常熟有历史考证的最早的墓葬，虞山古称乌目山，因仲雍所葬而改今名。墓坐西朝东，沿山势曲折而上，由墓道、牌坊三座（均建于清乾隆年间）、石亭一对（位于第三座牌坊前，近年新建）、拜台、罗城和墓堆组成，封土直径4.5米，高约2米，后有明清时所立墓碑三通，居中者上刻“先贤虞仲周公墓”。墓南侧有其专祠清权祠。

## 图集
- 清权祠大门
- 清权祠主殿
- 第一道牌坊，正面额书“敕建先贤仲雍墓门”
- 第二道牌坊，正面额书“南国友恭”，背刻“让国同心”，对联为”道中清权垂百世，行侔夷惠表千秋”
- 第三道牌坊，正面额书“先贤虞仲墓”，背刻“至德齐光”，对联为”一时逊国难为弟，千载名山还属虞”
- 北侧石亭
- 罗城及墓堆
- 墓碑